# Elkalyce zachaeus
Elkalyce zachaeus är en fjärilsart som beskrevs av Herbst 1804. Elkalyce zachaeus ingår i släktet Elkalyce och familjen juvelvingar. Inga underarter finns listade i Catalogue of Life.